# Sabrepulse
Sabrepulse, pseudoniem van Ashley Charles (Yorkshire) is een Engelse muzikant. Hij produceert chiptune en chipbreak, een combinatie van chiptune en breakcore.

## Discografie

### Albums
- Says Hello, 2004
- Famicom Connection, 2005
- Chipbreak Wars, 2006
- Verão,2007
- Turbo City, 2008
- Untitled, 2009
- Blood Eagle, 2015
- Paragon, 2015

### Ep's
- Terra EP, 2005
- Titan EP, 2006
- Nintendokore EP, 2006
- First Crush EP, 2011
- Bit Pilot OST, 2011

### Singles
- Close To Me, 2011

### Compilaties
- Terra & Titan, 2014

### Overig
- We Are Hi-Speed op GDTK Sampler, 2006
- Xinon VS Sabrepulse: Realization, 2007
- Lightspeed Disco op Crunchy Records Compilation 2008, 2008
- Digital Love op Da Chip Volume 2, 2012

### Remixes
| Jaar | Track          | Oorspronkelijke artiest | Album          |
| ---- | -------------- | ----------------------- | -------------- |
| 2014 | Precious Jewel | Knife City              | Precious Jewel |
| 2015 | Show Me        | Trey Frey               | Très Frais     |

### Als producent
| Jaar | Track           | Artiest      | Album            |
| ---- | --------------- | ------------ | ---------------- |
| 2014 | Endless Fantasy | Anamanaguchi | Endless Fantasy  |
| 2014 | Bosozoku GF     | Anamanaguchi | Endless Fantasy  |
| 2014 | Cyberstrike     | Shirobon     | The Arcade Dream |